# Labus macrostylus
Labus macrostylus är en stekelart som beskrevs av Kohl. Labus macrostylus ingår i släktet Labus och familjen Eumenidae. Inga underarter finns listade i Catalogue of Life.